# Lawrence Naesen
Lawrence Naesen (Ostende, 28 de agosto de 1992) es un ciclista belga que fue profesional entre 2015 y 2023. Tras su retirada creó un equipo para competir en la modalidad de grava. Su hermano Oliver también es ciclista profesional.

## Palmarés
No consiguió ninguna victoria como profesional.

## Resultados en Grandes Vueltas
| Carrera | Carrera         | 2015 | 2016 | 2017 | 2018 | 2019 | 2020 | 2021  | 2022  | 2023 |
| ------- | --------------- | ---- | ---- | ---- | ---- | ---- | ---- | ----- | ----- | ---- |
|         | Giro de Italia  | —    | —    | —    | —    | —    | —    | 119.º | 124.º | —    |
|         | Tour de Francia | —    | —    | —    | —    | —    | —    | —     | —     | —    |
|         | Vuelta a España | —    | —    | —    | —    | —    | —    | —     | —     | —    |

—: no participa
Ab.: abandono

## Equipos
- Cibel (2015-2016)
  - Cibel (2015)
  - Cibel-Cebon (2016)
- WB Veranclassic Aqua Protect (2017)
- Lotto Soudal[2] (2018-2019)
- AG2R[3] (2020-2023)
  - AG2R La Mondiale (2020)
  - AG2R Citroën Team (2021-2023)